# Juan Carlos Prevende
Juan Carlos Prevende fue un actor cómico argentino de reparto.

## Carrera
Juan Carlos Prevende se destacó en la cinematografía argentina por su físico desgarbado, su torpeza y sus dotes para la comedia. Se inició con el personaje del mocho en el film Pelota de trapo de 1948, con la dirección de Leopoldo Torres Ríos, junto a Armando Bó y Santiago Arrieta. Su última aparición en la pantalla grande se dio con la comedia Una viuda descocada (1980) en el rol de Lechuguita, protagonizada por Isabel Sarli y José Marrone. 

## Filmografía
- 1948: Pelota de trapo .
- 1949: Su última pelea.
- 1951: Mi divina pobreza.
- 1955: Adiós muchachos.
- 1979: El último amor en Tierra del Fuego.
- 1980: Una viuda descocada